# Абдурашид-хан (Афганистан)
Абдурашид-хан — один из предводителей афганских киргизов. Являясь одним из младших соратников Рахманкул-хана, Абдурашид-хан был одним из участников бегства части афганских киргизов в Пакистан в конце 70-х начале и 80-х годов XX века. В последний момент вместе со 150 другими беженцами отказался вылететь в Турцию, предоставившую киргизам убежище, и вернулся в Афганистан, став вождём как вернувшейся с ним группы, так и тех киргизов, которые никогда не покидали пределы страны. В отличие от Рахманкул-хана, занимавшего антисоветскую позицию, Абдурашид-хан начал активно сотрудничать с пограничными войсками стран СНГ в 1990-е годы, надеясь таким образом ограничить распространение власти движения Талибан на афганский Памир.